# Minstrels
Die Minstrels waren eine Schweizer Musikgruppe. Die Band bestand aus Daniel «Dani» Fehr (Klavier, Banjo), Mario Feurer (Geige) und Pepe Solbach (Gitarre, Stimme). Bekannt wurden sie durch das Stück Grüezi wohl, Frau Stirnimaa!, das teilweise als „heimliche Nationalhymne der Schweiz“ gilt.

## Bandgeschichte
1967 fand sich die Band in Zürich zusammen. Zunächst zogen sie als Wandermusikanten in Minnesängerkostümen durch Zürichs Gaststätten, mit einem Repertoire aus Folk, Blues und Schweizer Volksmusik. Ein Fernsehauftritt im Rahmen der OLMA in St. Gallen im Oktober 1969 machte sie mit einem Schlag bekannt. Grüezi wohl, Frau Stirnimaa! zog wenige Tage später in die Schweizer Hitparade auf Platz 2 ein, wo es sich siebzehn Wochen ununterbrochen in den Top 10 hielt, zehn Wochen davon auf Platz 1. Es platzierte sich in Deutschland (Platz 3) und Österreich (Platz 5) und verkaufte sich in 27 Ländern 1,5 Millionen Mal.
Ende 1970 kauften und bezogen die drei Musiker ein 16-Zimmer-Haus im Tobel in Trogen. Im Keller wurde ein Studio eingebaut, das für Aufnahmen genutzt wurde. 1971 brachten die Minstrels ihr Debütalbum Chrüsimüsi (Schweizerdeutsch für «Durcheinander») heraus. Die Band gab zahlreiche Konzerte und trat in Fernseh- und Kinofilmen auf. Eine dieser Gastrollen bestand aus einem Wirtshaus-Auftritt in Was ist denn bloß mit Willi los?. Im Film ist Willis (Heinz Erhardts) Vermieterin die von den Minstrels besungene Frau Stirnimaa, dargestellt von Helen Vita.
An den kommerziellen Erfolg ihres ersten Hits konnten die Minstrels nicht mehr anknüpfen. 1970 erreichte die Single Hopp de Bäse! den 2. Platz in den Schweizer Charts und hielt sich dort vier Wochen in den Top 10. 1974 löste sich die Gruppe auf. Später erschien Grüezi wohl, Frau Stirnimaa vor allem auf Party-Samplern. Im Jahr 2001 kam der Titel in einer Remix-Version des Produzenten Carlos Perón heraus.

## Spätere Aktivitäten
Mario Feurer zog sich nach zwei weiteren Bandprojekten aus der Musikszene zurück.
Pepe Solbach gründete mit Dodo Hug und Christoph Marthaler die experimentelle Theatergruppe «Tarot» und komponierte die Filmmusik zu dem Film «De Grotzepuur».
Dani Fehr war mit dem Volksmusiktrio «Gad'ase» musikalisch tätig. 2008 trat dieses Trio gemeinsam mit Solbach, der Anekdoten aus der Bandgeschichte der Minstrels erzählte, in der Schweiz auf. Dani Fehr starb am  4. Oktober 2021.
Mario Feurer verstarb im Oktober 2024 im Alter von 82 Jahren.

## Diskografie

### Alben
- 1971: Chrüsimüsi
- 1976: Grüezi wohl, Frau Stirnimaa

### Singles
- 1969: Grüezi wohl, Frau Stirnimaa!
- 1970: Hopp de Bäse!
- 1970: Dodo

## Filmografie
- 1970: Was ist denn bloß mit Willi los?